# Хост
Хост (от англ. host — «владелец, принимающий гостей») — любое устройство, предоставляющее сервисы формата «клиент-сервер» в режиме сервера по каким-либо интерфейсам и уникально определённое на этих интерфейсах. В более широком смысле под хостом могут понимать любой компьютер, подключённый к локальной или глобальной сети.
Слово «хост» само по себе является неологизмом и не несёт никакой информации об устройстве или его функционировании. Употребление слова «хост» имеет смысл только вместе с пояснением, хостом какого сервиса предполагается называемое устройство. Тем не менее, зачастую название сервиса опускают, предполагая, что оно очевидно из контекста.
Например, в реализации протокола USB управлением и координацией каждой группы клиентских устройств, подключённых к USB-контроллеру, занимается отдельный USB Host Controller. В данном случае он выступает в качестве хоста протокола USB.
С другой стороны, при выполнении, например, команды ping по произвольному IP-адресу хостом может называться компьютер, обладающий этим адресом и предоставляющий сервис ответа на ICMP-пакеты. В этом случае такой компьютер выступит как хост сервисов ICMP.
Чаще всего, однако, под «хостом» без дополнительных комментариев подразумевается хост протокола TCP/IP, то есть сетевой интерфейс устройства, подключённого к IP-сети. Как и всякий другой хост, этот имеет уникальное определение в среде сервисов TCP/IP (IP-адрес). С хостом протокола TCP/IP может быть также связана необязательная текстовая характеристика — доменное имя.
В компьютерных играх и других сетевых приложениях, где подключение по сети создаётся динамически, под хостом обычно подразумевают того из участников соединения, который организует управление сеансом связи, в противовес остальным, которые подключаются к организованному им сеансу.